# اتمنانکی

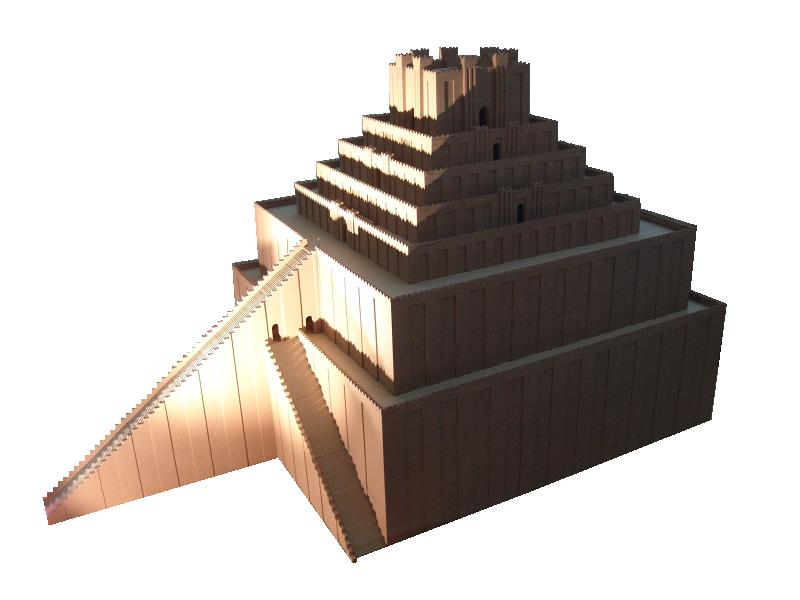
مدل اتمنانکی در موزه پرگامون (برلین)

اتمنانکی (سومری: 𒂍𒋼𒀭𒆠 É.TEMEN.AN.KI É.TEMEN.AN.KI É.TEMEN.AN.KI É.TEMEN.AN.KI "معبد پایه و اساس بهشت و زمین") زیگوراتی بود که به مردوک در شهر باستانی بابل اختصاص داشت. ارتفاع آن ۹۱ متر بود و اکنون فقط ویرانه‌هایی از آن در حدود ۹۰ کیلومتری (۵۶ مایلی) جنوب بغداد باقی مانده‌است.